# 小行星2840
小行星2840（2840 Kallavesi）是一颗围绕太阳公转的小行星。1941年10月15日，利斯·奧特瑪在图尔库发现了此天体。
該小行星以芬蘭的卡拉韋西湖命名。
这颗小行星的绝对星等为263.82157等。